# Ulice (seriál)
Ulice je český televizní seriál, vysílaný od roku 2005 na TV Nova. Jedná se o první český denní nekonečný seriál, spadající do žánru mýdlové opery. Hlavní role v seriálu tvoří několik rodin, které bydlí v domě v seriálové ulici, která se nachází ve fiktivní čtvrti Křečovice na periferii Prahy. Seriál je vysílán ve schématu pondělí–pátek.

## Výroba
Seriál je produkován společností TV Nova, s. r. o (dříve MediaPro Pictures), výkonnou producentkou je Janka Maršíková, kreativní producentkou Silvia Klasová, šéfautorkami Kateřina Šavlíková a Magdaléna Frydrych Gregorová, hlavní dramaturgyní Iva Bergrová a vedoucím režisérem Stanislav Sládeček.
Seriál se točí v pražských ateliérech v objektu bývalé tiskárny v Hostivaři (U Továren 1410/33). Seriál se začal natáčet 6. června 2005. Produkce seriálu probíhá od roku 2005, kdy výhledy různých dějových linek jsou tvořeny různými autory při tzv. velkém linkování. Při této poradě jsou prezentovány jednotlivé dějové linky výhledově na celou sezónu, dále jsou pak rozpracovávány na dílčí části. V průběhu natáčení předvýrobní, výrobní i postprodukční práce běží po čtrnáctidenních cyklech, tj. každých 14 dní probíhá porada jednotlivých autorů dějových linek a prezentují se návrhy jednotlivých epizod dalšího cyklu. Jedna epizoda je zpravidla tvořena třídenním příběhem každé z dějových linek. Tyto jsou pak rozepisovány do tzv. scénosledu pro jednotlivé díly. Ve scénosledu jsou sepsány postavy, scény a prostředí děje. Tyto jsou posléze předány scenáristům dialogů. Tyto posléze podléhají schválení produkce a dramaturgie, scény jsou prezentovány a je pod vedením šéfautora určeno, které scény budou patřit do které konkrétní epizody.
Po dokončení scénáře je přistoupeno k produkci dílů, jsou určeny rozpočty jednotlivých epizod a natáčecí plán, kdy jeho obsahem jsou již konkrétně rozepsané tzv. natáčecí dny, obsahem jsou také podrobnosti o scéně. Výroba probíhá po dokončení příprav a rekvizit. Standardní natáčecí den při produkci seriálu má 12 hodin. Po dotočení jde filmový materiál do postprodukce, kdy střih ve spolupráci s režií sestříhá konkrétní díl, posléze jsou upraveny zvukové dialogy a hudba, při postprodukci dochází také k barevným korekcím obrazu. Po této fázi přichází tzv. schvalovací projekce, titulkování a technická kontrola.
Ke dni 16. února 2024 bylo odvysíláno 4 640 dílů seriálu, kdy se od prvního vysílání v září 2005 nevysílal pouze třikrát. K tomuto datu proběhlo 6 172 natáčecích dní. Kulisy seriálu v ateliérech v Hostivaři jsou připraveny v rozměrech 60 m × 40 m × 13 m a jsou tvořeny 9 činžovními domy.

## Děj seriálu
Děj seriálu se točí okolo jedné fiktivní ulice na periferii Prahy. V ulici stojí několik činžovních domů, obchod, kadeřnictví, restaurace a další budovy. Ve zmíněném činžovním domě bydlely některé z rodin, které byly v seriálu od jeho počátku, jsou to rodina Jordánova, rodina Farská, pan Pešek a Lenka Drápalová. V současnosti tu od počátku bydlí pouze pan Pešek. V Ulici bydlí od prvních dílů také Nyklovi nebo Liškovi. V aktuální sezóně mohou diváci navíc sledovat, kromě již zmíněných, dějové linky Klímových, Marečkových, Blanky, Magdy a Gábiny.

## Dějové linky od počátku Ulice

### Rodina Farských
Rodina Farských se v první sezoně představila jako spořádaná rodina se dvěma dcerami, které obě chodí do vyšších ročníků gymnázia poblíž Ulice. Již v první sezóně seriálu se ovšem v Oldově (Ondřej Pavelka) fitcentru Oldfit vyskytly komplikace. Z Oldřicha Farského se stal záletník, který měl milenku (Sylva Mlynářová, hraje Eva Aichmajerová), později jí platil i malý byt. Sylva se na konci první série s Oldřichem rozešla a on se vrátil ke své rodině. Během této krize se ovšem v silné opilosti vyspal s Ingrid Šmídovou (Jana Sováková).
Jitka Farská (Ilona Svobodová) byla v této době kosmetičkou, která snášela Oldřichovy zálety, starala se o rodinu, dcery chodily na gymnázium a měly střídavé úspěchy. Lída (Jana Birgusová), starší dcera, se stala fotografkou a zamilovala se do Michala Šnajdra (Petr Falc), který její city neopětoval. Monika (Anna Fixová), která je mladší dcerou, chodila na gymnázium a ve čtvrtém ročníku se zamilovala do Viktora Vernera (Miroslav Šimůnek), který byl učitelem. V roce 2008, po jeho návratu zpět z Rumunska na gymnázium s ním dokonce i bydlela a posléze i odcestovala na humanitární misi do Ugandy. Předtím i později chodila s Benem Vojtíškem (Jakub Prachař).
V roce 2006 se Jitce a Oldřichovi měl narodit syn Jan (Jeníček), narodil se ale s těžkou srdeční vadou a brzy zemřel. Jitka později měla i další psychické problémy a začala docházet k psychologovi. V tomtéž roce se seznámila s Vladimírem Kukačkou (Pavel Rímský), který Jitku svedl a v druhé polovině roku se k němu Jitka i přestěhovala a Olda se odstěhoval do bývalého bytu Ing. Boháče. Oldřich zjistil, že ze vztahu s Tamarou Elliot (Markéta Hrubešová) má čtrnáctiletého syna Jakuba (Richard Zevel). Později si Jakub nechal změnit příjmení na otcovo a přejmenoval se na Farského.
Na začátku roku 2009 se Jitka Farská rozešla s V. Kukačkou, Oldřich Farský se seznámil a mírně se zapletl s Libuší Nekonečnou, Monika Farská byla opět nezadaná a Ludmila také. Během roku 2009 se konal soudní spor rodiny Farských s V. Kukačkou, tyto skončily až na jaře roku 2010, Kukačka byl osvobozen. Oldřich Farský se stal spolumajitelem hudebního klubu Coolna (spolu s Benem Vojtíškem), tento podíl v dubnu roku 2010 prodal, majitelem se stala Monika Farská a Kryštof Mareček (Kryštof Rímský).
V roce 2010 (cca v červnu?) byl Vladimír Kukačka (Pavel Rímský) odsouzen na 8 let odnětí svobody. V září 2010 se vdala dcera Jitky Ludmila Farská.
V roce 2013 se Lídě narodila dcera Eliška. Koncem roku měl pár další krizi – Oldřich se přátelil s Klárou Peškovou. Ta mu nabídla milostný vztah, Oldřich odmítl a Klára se mu pomstila tím, že Jitce řekla, že spolu opakovaně spali. Jitka nevěděla, čemu má věřit, trpěla na návaly. Po nějaké době sice zjistila, že Olda s Klárou nic neměl, ale i přesto se s ním rozešla. Jejich vztahy zůstaly na bodu mrazu.
Olda se díky přítelkyni spolupracovníka Hynka Urbana (Roman Vojtek), Dagmar (Kateřina Janečková) seznámil s Petrou Veverkovou (Jitka Nerudová). Během roku začala Monika chodit s Kryštofem Marečkem alias Márou, bydleli spolu, po pár měsících se s ním Monika kvůli Michalovi Millerovi (Stanislav Majer) rozešla. Michal Miller byl majitelem restaurace U Henryho, ten ji odmítl.

### Rodina Jordánových
Rodina Jordánových byla v první sezoně, stejně jako rodina Farských, spokojená a úplná rodina, která žila na pražské periferii a měla dvě děti – dvojčata Matěje (Jakub Štáfek) a Terezu (Patricie Solaříková), kteří studovali na gymnáziu. Jejich rodiče se jmenují Barbora (Tereza Brodská) a Tomáš (Petr Vacek), Barbora pracovala ve vedení firmy Království hraček (dále Království) a Tomáš pracoval ve výzkumném ústavu jako entomolog.
Již v roce 2006 Tomáš Jordán změnil zaměstnání, stal se poradcem pana Stránského (Milan Kňažko) při stavbě supermarketu poblíž seriálové ulice a měl tak podvodem uzavřít ekologické řízení ohledně tohoto projektu. K tomuto rozhodnutí měl pomoci i vyšší plat nebo automobil, který mu prodala slečna, se kterou později podvedl svoji manželku. Bára zůstala v tu dobu stále ve společnosti Království, kde je ve vedení spolu s Ing. Petrem Boháčem. Bára a Tomáš čelili manželské krizi, která byla spojena s nevěrou Tomáše Jordána, na konci prázdnin 2006 ve filmu (epizoda 215) odjeli manželé Jordánovi na výlet a Bára Jordánová se v nejmenované chalupě vyspala s Ing. Boháčem.
Matěj Jordán v roce 2005 chodil s Adrianou Peškovou, která také studovala na gymnáziu a byla vnučkou pana Peška, majitele domu, kde žily rodiny Jordánova, Farská a Hejlova. Po oslavě Matějových narozenin se s ním rozešla, v roce 2008 Matěj chodil s Lan Thi Trung (Nguyen Thi Ann Thu), která v tomtéž roce odjela s rodiči do Německa, na konci roku 2008 se Matěj lehce zapletl s Gabrielou Pumrovou, svojí spolužačkou.
Tereza Jordánová začala v roce 2006 chodit se Štěpánem Stránským, se kterým se později rozešla a v roce 2008 s ním opět začala chodit. Nicméně, ke konci roku 2008 Š. Stránský odjel za svým bratrem do Londýna a tak se s Terezou rozešel. V roce 2009 se rodiče Jordánovi rozešli a Bára se přestěhovala za prací do Brna (reklamní agentura), kde se v roce 2010 seznámila s Ondřejem Krausem (Jiří Dvořák). V květnu 2010 bylo rozhodnuto, že Matěj Jordán nebude klasifikován z českého jazyka a tak nebude puštěn k maturitě. Mezitím Matěj začal chodit s Libuší Nekonečnou a v březnu 2010 spolu začali bydlet. Matěj Jordán začal pracovat jako skladník, ale po čase se s Libuškou rozešel a ona se i se synem Borisem se vrací k expartnerovi Eliáši Neumannovi.
Bára Jordánová si našla přítele Ondřeje Krause z Brna, spolu s ním se do Ulice přestěhovaly i jeho dvě dcery: Míša a Jana Krausovy, které začaly chodit na tamější gymnázium. Po dramatických událostech, například vykradení bytu či násilného přepadení Ondřeje se Míša zapletla do vztahu s Mikulášem Seidlem a později se spolužákem vyznávající emo styl a pokusila se o sebevraždu. Bára s Ondřejem uzavřeli sňatek, postavili dům na okraji Prahy a společně se do něj přestěhovali. Herečka Tereza Brodská tak ze seriálu odešla.
Tereza Jordánová začala chodit se svým spolužákem Vojtěchem Kalichem, s kterým se skamarádil i bratr Matěj. Tereza se však zamilovala do sukničkáře Petra Peterky a Vojtěchovi tak byla nevěrná, během léta 2011 se Tereza s Vojtěchem rozešli. Poté se od Petra Peterky dozvěděla, že od něho chytla kapavku. Vojtu v říjnu 2011 potkala strašlivá událost, při pomoci dívce, která byla přepadena a hrozilo jí znásilnění, ho napadli tito neznámí násilníci a po probuzení z umělého spánku bylo zjištěno, že má ochrnutou dolní polovinu těla. Později Tereza Jordánová začala chodit s Romanem Šámalem (Lukáš Jůza), který je otcem její bývalé žačky, s tím se však v červnu 2016 rozešla. Po dvou letech začala chodit se svým kolegou a spolubydlícím Davidem Kučerou, kterého si potom vzala. Na začátku roku 2019 se odstěhovali do Vídně. Matěj Jordán začal chodit s Alžbětou Klimešovou, která ho v září 2016 podvedla a opustila. Potom chodil s Lucií Wébrovou, ale rozešli se a Matěj odletěl do Kanady. Po roce se vrátil zpět z Kanady a nešťastnou náhodou srazil autem Václava Beneše (František Kreuzmann mladší) a díky tomu poznal jeho dceru Katarínu (Jana Kovalčíková). Časem se do sebe zamilovali a v prosinci 2019 se jim narodil syn Vincent. Matěj Jordán se spolu s Katarínou a synem Vincentem odstěhoval kvůli své práci do španělské Barcelony. Jeho firma se zabývá prodejem sportovního oblečení.

### Rodina Hejlových
Miriam Hejlová (Hana Maciuchová) byla gymnazijní profesorka, která na začátku seriálu žila v malém bytě s téměř třicetiletým synem Jaroslavem (Martin Hofmann). Miriam opustil manžel Cyril (Dušan Jamrich), když byl Jaroslav malý a Miriam naplňovalo a bavilo učení dětí a Jaroslav byl konstruktérem ve společnosti Království hraček.
Miriam Hejlová se postupně spřátelila s panem Peškem a panem Bařinkou (Bořivoj Navrátil), v roce 2008 se k panu Peškovi přestěhovala, nicméně žili spolu stále pouze jako přátelé, do této doby žila se synem a kabinet gymnázia sdílela s Lenkou Drápalovou. Později, poté, co se Lenka Drápalová stala ředitelkou gymnázia (rok 2008), sdílela kabinet s jinou profesorkou. V roce 2010 byl ohlášen termín svatby Miriam a Vlastimila Peška. Svatba se nekonala a Miriam Hejlová přechodně odešla ze seriálu.
Jaroslav Hejl byl svobodný konstruktér, který si nedodělal maturitu a to mu bylo matkou vyčítáno, dlouho žil jako svobodný mládenec a od začátku seriálu se asi rok ucházel o Lenku Drápalovou, později svoje snažení vzdal a v roce 2007 a 2008 chodil a posléze i žil s Magdalénou Jandovou (Magdaléna Bianka Ištoková), nicméně vzhledem k velké hádce a rozepřím se s ní rozešel a od roku 2008 chodil a žil s Lenkou Drápalovou. V roce 2007 se stal obchodním ředitelem Království a téhož roku si i udělal managerský kurz, po zániku společnosti pracoval jako manažer v jiné firmě. V roce 2010 získal místo manažera v Mnichově, tak se tam odstěhoval, Lenka Drápalová otěhotněla a svěřila se otci Jaroslava Hejla.
Cyril Hejl byl otcem Jaroslava Hejla, který celý život cestoval po světě, v roce 2010 se vrátil a opět vyjevil city k Miriam Hejlové, tím narušil vztah Miriam a Vlastimila. Později odletěl do Amsterdamu, ale vrátil se zpět do Prahy.
Miriam Hejlová se v listopadu 2011 vrátila zpět do seriálu a opět začala učit na gymnáziu.
V roce 2013 žili Lenka, Jarda a jejich dcera Miriam v bytě, kde dřív bydleli Jordánovi. Jaroslav s Bedřichem Liškou založili nábytkářskou firmu, přibrali zaměstnance Martina Matouše (Vojtěch Záveský), od něhož dílnu koupili. Po roce byli vykradeni a zloděje napadli v hospodě U Henryho.
Hejl a Drápalová plánovali svatbu, Jarda ale Lenku v opilosti podvedl se sekretářkou společnosti Markétou Havránkovou (Berenika Kohoutová). Svatba byla odložena, když Lenka Jardovi odpustila, přichystal pro ni svatbu jako překvapení. Na konci roku se objevila Lenčina matka Ivana (Vilma Cibulková), která nejprve působila jen problémy, nakonec se ale uklidnila, rodině pomáhala a začala chodit s Henrym. Hejlovi rekonstruovali rodinný dům u Prahy a čekali druhou dceru Kristýnu, v červnu 2014 se jim však narodil syn Jonáš.
Roku 2015 žili Lenka, Jarda, Miriam ml., Jonáš v domě mimo Ulici a svůj byt přenechali rodině Maléřových z Moravy.

### Lenka Drápalová
Lenka Drápalová (Michaela Badinková) byla učitelka a od září 2008 i ředitelka gymnázia a základní školy, žila sama v malém bytě v domě pana Peška. Během seriálu prošla vztahy s Karlem Stránským (Milan Kňažko) (rok 2006), Petrem Boháčem (rok 2006) a od roku 2008 s Jaroslavem Hejlem. V červnu roku 2009 byla Jaroslavu Hejlovi nevěrná s učitelem tělocviku Hynkem Urbanem (Roman Vojtek), který v tuto dobu chodil s žákyní školy Gabrielou Pumrovou, ta s ním otěhotněla. Po letních prázdninách odešel po skandalizování případu Hynek Urban ze školství a Radek Mastný (otec Gabriely, Pavel Novotný) spolu se školní inspekcí zahájil tah proti ředitelce školy Lence Drápalové. Později byl Radek Mastný napaden Jaroslavem Hejlem a byly zveřejněny polopravdivé informace v bulvárních novinách. Lenka Drápalová v roce 2010 otěhotněla a v září se jí narodila dcera Miriam (Adéla Krauseová). V roce 2013 se Lenka vdala za Jaroslava Hejla. V září 2013 se v Ulici objevila Lenčina matka Ivana Drápalová (Vilma Cibulková), později bydlela u Lenky a Jardy v bytě. Ivana se přiznala k vraždě Kláry Peškové. Protože to byla nešťastná náhoda, mohla být stíhána na svobodě.

### Rodina Peškových
Vlastimil Pešek (Rudolf Hrušínský) je bývalý správce a bývalý majitel činžovního domu v Ulici, je vdovec a má dceru Kláru (Sabina Králová, později Hana Ševčíková) a vnučku Adrianu (Dominika Kadlčková, později Šárka Vaculíková a teď Sandra Nováková), která s Vlastimilem Peškem žila ve společném bytě a chodila na gymnázium, v roce 2006 chodila s Matějem Jordánem. V roce 2006 se v seriálu krátce objevila i dcera pana peška Klára, která se chtěla sblížit s Adrianou, která se jí narodila během jejího pobytu v Itálii, kde se živila jako tanečnice. Později Adriana odešla z gymnázia i z bytu pana Peška a přestěhovala se k matce, která jí platila taneční kurzy a taneční školu.
Vlastimil Pešek se sblížil s Miriam Hejlovou a v roce 2008 se sestěhovali. V roce 2009 se Vlastimil dozvěděl, že byl agentem StB a proti tomuto nařčení se bránil. Později se toto potvrdilo (19. února 2009), avšak o měsíc později vyšlo najevo, že vše byly jen výmysly agenta StB Josefa Nováka.
V lednu roku 2014 zemřela Klára Pešková. Policie však trvala na tom, že spadla ze schodů a zlomila si vaz. Ovšem nebylo jasné, jestli to bylo omylem, nebo ji někdo shodil. Mezi podezřelými byli nevinný Jaroslav Hejl a později odsouzená Ivana Drápalová. Pan Pešek z úmrtí dcery byl psychicky unavený, Adriana byla hlavní podezřelou, především kvůli drogám a krádeži 80 000 Kč, fotoaparátu a notebooku. Adriana Pešková začala chodit s Eduardem Rambouskem (Jiří Panzner), kdy později se spolu sestěhovali do podkrovního bytu v domě pana Peška. Později začali plánovat svatbu, ale vyšlo najevo, že Eduard Adrianu podváděl s kolegyní Zorou Kruntorádovou (Zuzana Stavná). Později se Adriana s Eduardem rozešla, v té době však na ni již byl převeden dům pana Peška, jehož je od druhé poloviny roku 2016 majitelkou. Adriana se později seznámila a žila s Robertem Bláhou, do kterého byla bláznivě zamilovaná, a to i přes manipulace a podvody, kterých se Robert dopouštěl. Na konci roku 2017 Robert požádal Adrianu o ruku a o 2 týdny později proběhla svatba. Robert později Adrianě odcizil 10 milionů korun, odjel do zahraničí a mimo kamery zemřel během automobilové nehody v Německu.
Koncem června roku 2018 se objevila nová postava Marie Vránová (Jitka Smutná), sestra Vlastimila Peška, se kterou se dlouhá léta nestýkal. Spolu s ní přišla do Ulice také její dcera Blanka Voláková (Linda Rybová) spolu se svými dětmi Kristýnou (Sára Korbelová) a Adamem (Vojtěch Machuta).

### Rodina Boháčových
Rodina Boháčových, což je Ing. Petr Boháč (Pavel Kříž), MUDr. Eva Boháčová (Markéta Tannerová) a dcera Anežka (Nikola Hronová) žila v malém bytě, v manželství manželů Boháčových nicméně již byla krize, která vyvrcholila odstěhováním se Evy Boháčové k matce a následnému sporu o dceru, která žila s otcem, matkou a posléze i babičkou Alenou Suchou (Daniela Kolářová). Na podzim roku 2007 se manželé Boháčovi rozvedli a dcera byla umístěna do péče otce.
Petr Boháč v roce 2006 měl menší románek s Bárou Jordánovou, který vrcholil v létě 2006 nevěrou na chalupě, později, v roce 2008 chodil s právničkou JUDr. Elen Mrázovou, se kterou se rozešel a odešel z Ulice. Během seriálu několikrát upadl do kvartálního i trvalého alkoholismu a na konci roku 2008 a v roce 2009 skončil na ubytovně a pracoval na skládce odpadů. V roce 2007 po dopravní nehodě způsobené jeho ženou dočasně oslepl a jeho žena byla umístěna do psychiatrické léčebny.
Eva Boháčová je lékařka, její matka je polyglotka a majitelka překladatelské agentury, po rozvodu s Ing. Boháčem byla v duševní krizi, přišla tak o výchovu dcery a později srazila bývalého manžela v autě a byla umístěna do psychiatrické léčebny. Anežka Boháčová později žila s matkou a babičkou. Chodila do stejné školy jako další děti z Ulice. Od roku 2009 se tato rodina v Ulici nevyskytuje.

### Rodina Nyklových
Rodina Nyklových v seriálu byla zastoupena manžely Nyklovými, Stanislavem (Bronislav Poloczek) a Vilmou (Jaroslava Obermaierová) a jejich synem Lumírem (Václav Svoboda). Manželé Nyklovi byli majitelé večerky v Ulici, Lumír byl podnikatel a později i radní. V červnu roku 2006 do rodiny přibyla Světlana Nyklová, rozená Lisečková (Tereza Bebarová), která byla prodavačkou, účetní a později provozní baru. V roce 2006 zemřel na infarkt Stanislav Nykl a v červnu roku 2008 si Vilma vzala Miloslava Stárka (Stanislav Zindulka), na začátku roku 2010 chystali rozvod, který Stárek neunesl, 5. února zemřel na infarkt.
V roce 2006 bojovala rodina Nyklova a rodina Králova o domy a svoji pověst, pan Král osočoval Stanislava Nykla z toho, že jeho otec měl být kolaborantem a okrást ho. Nicméně, na sklonku života se spolu smířili, v roce 2006 tak Stanislav Nykl umírá na infarkt. Vilma se tak stala vdovou a dále vedla svoji večerku, ve které zaměstnala Lumírovu novou přítelkyni Světlanu, tu si Lumír Nykl v červnu 2006 vzal za manželku a přestěhovali se do malého bytu.
Lumír přes známosti vstoupil do lokální politiky a Světlana si udělala rekvalifikaci na účetní, později opravdu pracovala jako účetní a poté na ni byl přepsán bar s hernou, kde se seznámila s barmanem Vratislavem Kovářem (Pavel Nečas), se kterým Lumíra v roce 2008 podvedla. Sama ho ale poté v sebeobraně zastřelila.
Miloslav Stárek před smrtí pana Krále v létě 2008 zakoupil jeho dům i se společností Království Hraček, nicméně společnost zrušil a nabídl zaměstnancům přechod do nové společnosti, do Pekařství Stárek a syn. Někteří přešli, ale mnozí byli rozhozeni a naštváni. Tak se tedy změnily poměry v Ulici. Miloslav Stárek v únoru 2010 zemřel a zanechal pekařství jako dědictví manželce, Vilmě Nyklové-Stárkové.
Lumír Nykl se ve dlouhém manželství se Světlanou seznámil s Pavlou Rambouskovou (Petra Hřebíčková), učitelkou angličtiny a zlatokopkou a Světlana naopak s jeho nejvěrnějším poradcem Pavlem Millerem (Jan Teplý ml.) se kterým odjela do Ruska. Když se vrátila do Prahy, Světlana byla ve vztahu velmi nešťastná.
Paní Urbanová (Jana Lavičková) s Nyklovou dali dohromady Miladu Hladíkovou (neteř Urbanové, Marika Procházková) a Lumíra. Ona byla o hlavu větší, urážlivá a vypočítavá, Lumír si ji však vychvaloval pro její kuchařské umění. Byli zasnoubeni, plánovali narození dítěte. V květnu 2014 po delší krizi krátce před svatbou se Lumír s Miladou rozešel a ta opustila seriál. Světlana Nyklová se později vrátila zpět k Lumírovi Nyklovi, kdy posléze se jim narodil syn. Světlana Nyklová se po volbách stala starostkou. Na podzim roku 2016 se objevila Lumírova dcera Vendula Maříková (Anežka Rusevová) o které Lumír nevěděl. Později se Vendula Maříková provdala za řezníka Pavla Pelce (Jan Řezníček).
V roce 2019 zavřeli Nyklovi pekařství. V prostorách po pekařství otevřela Vendula Pelcová své bistro.
Na podzim roku 2020 zemřela Lumírova žena, Světlana (Tereza Bebarová). Po smrti Světlany se k Lumírovi jako opora nastěhovala Ingrid (Jana Sováková). Dlouho to vypadalo, že to dají dohromady. Lumír se ovšem na jaře 2022 zamiloval do hospodské Kateřiny (Martina Randová), se kterou později začal tvořit pár.
V červnu 2025 Lumír Nykl uzavřel manželství s Kateřinou Dubovskou.

### Rodina Králových
Václav Král (Radoslav Brzobohatý) byl zakladatel a dlouholetý ředitel společnosti Království Hraček, v roce 2005 odešel do důchodu a řízení společnosti předal Barboře Jordánové a Petru Boháčovi, jeho žena Marie (Alena Vránová) byla na začátku série vážně nemocná, později se ovšem vyléčila a začala žít aktivním životem. Mimo jiné i pomohla vydat knihu Můj život s Králem, kterou napsala sekretářka Království Zdena Čistá (Jana Švandová) a která pojednávala o její lásce ke svému šéfovi – panu Králi.
Pan Král byl dlouhá léta ve sporu o dům s panem Nyklem, později se usmířili, v roce 2007 začal trpět Alzheimerovou chorobou a jeho stav se zhoršil, začali stále častější ztráty paměti a orientace a další příznaky, v červnu roku 2008 přestal brát léky a pod vlivem choroby prodal společnost i dům panu Stárkovi, který původně slíbil, že firmu udrží. Dne 20. června 2008 Václav Král zemřel. Od té doby se v seriálu nevyskytuje ani jeho žena.

### Rodina Nekonečných
Do bytu v domě pana Peška se přestěhovala v roce 2009 rodina cirkusových umělců Nekonečných, hlavou rodiny je Boris (Andrej Hryc) a jeho manželka Kateřina (Lenka Vlasáková). Kateřina onemocněla rakovinou a v roce 2010 se uzdravila. Rodina Nekonečných má dcery Theodoru (Kristýna Podzimková) a Libuši (Zuzana Vejvodová), Libuše má syna Borise (Vladislav Rousek). V domácnosti žil ještě dědeček Boris (Lubomír Lipský). V roce 2009 rodina o letních prázdninách vydala na cirkusové turné, jehož se zúčastnil i Matěj Jordán, po návratu se spřátelil se svojí spolužačkou Theodorou Nekonečnou a začali spolu chodit. Později se rozešli. Libuše vystřídala několik mužů a v roce 2010 začala bydlet s Matějem Jordánem. Několikrát se objevil i otec Borise – Eliáš (Martin Myšička).
Libuše se provdala v roce 2012 za Eliáše, který ji poté vydíral a bil. Libuše pak vypadala špatně před Borisem, ten v ni ztratil důvěru. Kateřina zjistila co se děje a snažila se Libuši společně s Theodorou pomoci.
Po krátké době ohlásil Eliáš Libuši, že se přestěhují na 2 měsíce do Rakouska a ať prodá svůj krámek. Libuši se nechtělo odjet, ani prodat krámek. Eliáš jí tedy oznámil, že jede sám s Borisem, že v Ulici zůstane sama. Situaci vyřešil Boris st., který dal Eliášovi pěstí, varoval ho a Eliáš šel na léčení stresu. Boris četl jeho deník z léčebny a viděl, že už stres zvládal, přesto chtěl zůstat u matky. Libuška se musela léčit z alkoholismu, musela přestat tetovat, začala pracovat v pekárně. Už se zdála být v pořádku, jednou situaci ale přece jenom nezvládla, opila se a na ulici ji našel dr. Seidl. S tím se dala dohromady, později roku 2013 se i sestěhovali. Syn MUDr. Seidla, Mikuláš, musel sdílet s Borisem pokoj, což nedělalo dobro.

### Rodina Liškových
Dalibor Liška (Václav Mareš) byl bývalý vědec a později hlídač a vrátný, byl otcem Bedřicha Lišky, který strávil 3 roky ve vězení. Později se seznámil s Annou Málkovou (Ljuba Krbová) a v roce 2007 se stali manželi, v roce 2008 adoptovali Františka (Matyáš Valenta), syna Zuzany Hrubé (Šárka Ullrichová) – vyléčené narkomanky a bývalé partnerky Bedřicha Lišky. Později adoptovali ještě Emu Toužimskou (Anna-Marie Valentová). V roce 2010 se Bedřich seznámil s bývalou spolužačkou Anny Liškové Lucií a Aničku podvedl. Po provalení nevěry, opustily Bedřicha po vyhrocených scénách, jak Anička, tak i Lucie. Později byly Zuzana a Anna nejlepšími kamarádkami. Anna si našla nového přítele Pavla Tesaříka (Petr Vršek), učitele biologie ve škole. Nakonec se k sobě Bedřích a Anička znovu vrátili.
V říjnu 2011 se v seriálu objevilo nové téma: František měl epilepsii.
V roce 2013 se objevila biologická matka Emy Toužimské a chtěla ji získat do vlastní péče. Soud rozhodl ve prospěch Evy (biologické matky, Vanda Hybnerová) a Ema odešla od rodiny Liškových. Všichni byli smutní, Eva si našla přítele Miloše (Jiří Štrébl), který tajně vyhnal Eminu fenku Roxy z bytu, nutil ji uklízet, naváděl Evu, aby byla na Emu přísnější.
Bedřich Liška spolu s kolegy začal hrát v rockové skupině, kdy v lednu 2017 na koncertě pod vlivem drog a alkoholu měl sexuální styk s manažerkou skupiny Jindrou Pražákovou (Bohdana Pavlíková), kdy ta posléze uvedla, že s Bedřichem otěhotněla a eventuální dítě si hodlá nechat. Bedřich Liška se v březnu 2017 přiznal k sexuálnímu styku své manželce, která s tímto nebyla spokojena.
Zuzana Hrubá žila s bratrem Libuše Nekonečné, Maxem (Filip Richtermoc).

### Gabriela Pumrová
Gabriela (jinak též Gábina) (Aneta Krejčíková) se po dokončení gymnázia nastěhovala ke svému učiteli tělocviku Hynku Urbanovi, který pracoval ve fitness centru u Oldřicha Farského. Mají syna Šimona (Jakub Krause). Gabrielin otec se nechtěl se vztahem Gabriely a Hynka smířit. V roce 2013 prošel pár krizí, Gabriela se zamilovala do Václava Hartla (Patrik Děrgel), kamaráda Matěje Jordána. Nejprve Hynka podvedla a zůstala s ním kvůli synovi, nakonec ale odešla a žila s Václavem a Šimonem v pokoji nad pekařstvím. Během tohoto období přestala Gabriela studovat vysokou pedagogickou školu a začala dálkově textilní studium v Liberci. V květnu 2014 se s Hartlem rozešla. Když skončilo v Ulici kadeřnictví, otevřela si v jeho prostorách krejčovský ateliér Gabri.Ella, kde jí pomáhá Veronika Maléřová, vyučená švadlena. Později odjela do Berlína a Maléřové nabídla místo vedoucí ateliéru. To přijala.

### Rodina Seidlových
Rodinu Seidlových tvoří Marta (Petra Jungmanová), Libor (Martin Pechlát) a jejich syn Miki (Mikuláš, Václav Matějovský). Když ještě Libor pracoval v nemocnici, svou ženu Martu podvedl a se zdravotní sestrou Karolínou Kynclovou (Eva Kodešová) má syna Adama. V Ulici učila Marta na gymnáziu a Libor si otevřel soukromou ordinaci. Zdravotní sestru mu dělala jeho matka Amálie (Dana Syslová), která se dala dohromady s Vlastimilem Peškem. Po čase Marta od Libora odešla a odstěhovala se do Havlíčkova Boru k rodičům (Jan Vlasák a Lenka Termerová).
Mikuláš měl vztah se spolužačkou Michaelou Krausovou. Ten se však rozpadl, když Miki rozjel počítačovou firmu spolu se spolužákem Jiřím Hložánkem (Ondřej Havel), který pro práci ukončil studium.
Libor Seidl si k sobě nastěhoval přítelkyni Libuši Nekonečnou a Mikuláš musel sdílet pokoj s Borisem, kvůli Borisově přátelství s Michaelou se porvali, Mikuláš chtěl odejít z domu. Mikuláš se choval namyšleně a k otci neměl respekt, chtěl se osamostatnit. Firma vydělávala dobře a tak byl schopný se osamostatnit.
V roce 2015 po žádosti o ruku Libuše odešla s hercem Jakubem (Tomáš Měcháček) a Libor propadl depresi. Skončil v ordinaci a odešel do nemocnice, což ukončilo jeho působení v Ulici.

### Rodina Maléřových
Veronika (Hana Holišová) a Martin Maléřovi (Tomáš Dastlík) mají dvě děti, Filipa (Marek Salvet) a Rozálii (Anna Kadeřávková). Maléřovi dříve bydleli v Loučce na Moravě, ale kvůli práci se přestěhovali do Prahy, kde Martin Maléř pracoval v dílně svého spolužáka Jaroslava Hejla a Veronika Maléřová pracovala v pekařství u Vilmy Nyklové. Filip hrál fotbal. V roce 2015 šikanovala Rozálii její spolužačka Lucie Weberová (Karolína Šafránková), šlo o zvláštní druh šikany, zvaný kyberšikana. Rozálie později odešla studovat a rozvíjet kariéru modelky do USA, Filip nadále zůstal v Praze a studoval základní školu, kdy začal chodit se spolužačkou Martinou Cenkovou (Krista Nebeská). Veronika se v roce 2016 sblížila s místním farářem Markem Rybou (Aleš Háma), se kterým Martina Maléře podvedla a farář tak z toho důvodu odešel z církve. Martin Maléř vystoupil v druhé polovině roku 2016 proti násilníkovi a únosci Jáchymu Vršovickému (Rostislav Novák) jež pod hrozbou násilí držel hosty restaurace u Henryho a Martina pak zasáhl střelnou zbraní, ten následně měl problémy s hybností ruky a nemohl tak nadále pracovat v truhlářské dílně Liška a Hejl. Stal se sanitářem v nemocnici, kde pracuje Radka Kolářová (Zuzana Slavíková, druhá manželka otce Veroniky, Josefa Koláře, Ivan Vyskočil). Později si Martin Maléř udělal rekvalifikační kurz na počítačové navrhování nábytku a začal znovu pracovat pro firmu Liška a Hejl, ale pouze na počítači.

### Rodina Klímových
Manželé Iva a Vítek Klímovi mají tři děti, Anežku, Michala a Báru, která žije ve studentském bytě. Tato rodina pochází z Lázní Libverdy.

## Scény

### Současné scény
- Byt Klímových – 3+kk (původně byt Jordánových, Hejlových a následně Maléřových)
  - Obyvatelé: Vítězslav Klíma, Iva Klímová, Michal Klíma
  - Bývalí obyvatelé: Jaroslav Hejl, Miriam Hejlová ml, Lenka Hejlová Drápalová, Ivana Drápalová, Miriam Hejlová, Cyril Hejl, Bára Jordánová, Ondřej Kraus, Michaela Krausová, Jana Krausová, Matěj Jordán, Tereza Jordánová, Tomáš Jordán, Rozálie Maléřová, Marcela Kořínková, Martin Maléř, Veronika Maléřová, Filip Maléř, Barbora Klímová, Anežka Klímová
- Byt Volákových – 3+kk (původně byt Farských, Nekonečných, Seidlových a následně Kryštofa Marečka)
  - Obyvatelé: Blanka Voláková, Evžen Šmýd, Kristýna Voláková
  - Bývalí obyvatelé: Libor Seidl, Miky Seidl, Marta Seidlová, Kateřina Nekonečná, Boris Nekonečný st., Libuše Nekonečná, Boris Nekonečný ml., Theodora (Thea) Nekonečná, Josefa (Pepina) Nekonečná; Lída Farská, Jitka Farská, Oldřich Farský, Monika Farská, Antonín (Tony) Benda, Kryštof (Mára) Mareček, Karla Taubrová, Bruno Taubr, Luděk Volák, Adam Volák
- Byt Peškových – 2+kk
  - Obyvatelé: Vlastimil Pešek a Amálie Pešková
  - Bývalí obyvatelé: Miriam Hejlová, Adriana Pešková, Klára Pešková
- Byt Magdalény Procházkové – 1+kk (původně byt Marka Stránského, Hložánkových, Marečkových a Prokopa Junka)
  - Obyvatelé: Magdaléna Procházková
  - Bývalí obyvatelé: Josef (Pepan) Pavlica, Štěpán Stránský, Ben Vojtíšek, Marek Stránský, Dagmar Pospíšilová, Ondřej (Sochor) Sochůrek, Markéta Havránková, Simona Hložánková, Rudolf Hložánek, Prokop Junek
- Byt Martiny Dubovské – 1+kk (původně byt Lenky Drápalové, Nekonečných, Kláry Peškové, následně Adriany Peškové – Bláhové a Magdalény Procházkové)
  - Obyvatelé: Martina Dubovská
  - Bývalí obyvatelé: Zdena Procházková Šárka Pospíšilová, Adriana Bláhová, Robert Bláha, Eduard (Eddie) Rambousek, Klára Pešková, Libuše Nekonečná, Boris Nekonečný ml., Eliáš Neumann, Matěj Jordán, Lenka Drápalová, Jaroslav Hejl, Miroslav Soukal, Magdaléna Procházková
- Pracovna Soni Čechové – 1+kk (původně byt Farských a Anny Liškové a Moniky Farské)
  - Obyvatelé: Soňa Čechová
    - Bývalí obyvatelé: Oldřich Farský, Jitka Farská, Petr Kaštan, Anna Lišková, Monika Farská
- Byt Knoblochových – 2+kk (původně byt Liškových)
  - Obyvatelé: Miloš Knobloch, Eva Knoblochová, Milošek Knobloch, František Hrubý
  - Bývalí obyvatelé: Dalibor Liška, Zuzana Hrubá, Anna Lišková, Ema Toužimská, Bedřich Liška, Alice Hnátková, Barbora Klímová, Skyler van Ruyter
- Byt Marečkových (původně studentský byt) – 4+kk
  - Obyvatelé: Kryštof Mareček, Karla Marečková, Vojtěch Mareček, Karel Mareček
  - Bývalí obyvatelé: Kristýna Hacklová, Theodora (Thea) Nekonečná, Vojtěch Kalich, Štěpán Stránský, Bětka Klimešová, Alena Koukalová, Matěj Jordán, Tereza Kučerová, David Kučera, Rozálie Maléřová, Ota Puklický, Marcela Kořínková, Barbora Klímová, Jana Rytířová, František Hrubý, Diana Rytířová
- Bistro U babičky – prodejna a výrobna (původně Království hraček, poté Stárek a syn a následně Pekařství Nyklovi)
- Byt Vilmy Nyklové (nad bistrem) (původně byt Hrihorije Lisečka a Bedřicha Lišky, Zuzany Hrubé, Gabriely Pumrové, manželů Pelcových, manželů Turkových a Skyler van Ruyter)
  - Obyvatelé: Vilma Nyklová
  - Bývalí obyvatelé: František Hrubý, Hrihorij Lisečko, Bedřich Liška, Richard Zajíček, Zuzana Hrubá, Vendula Pelcová, Pavel Pelc, Sára Turková, Daniel Turek, Skyler van Ruyter
- Byt Lumíra Nykla (nad bistrem)
  - Obyvatelé: Lumír Nykl, Alexandr Nykl, Kateřina Dubovská
  - Bývalí obyvatelé: Světlana Nyklová, Vilma Nyklová, Pavla Rambousková, Růžena Habartová, Milada Hladíková, Mário Doubek, Ingrid Ševčenko
- Byt Gabriely Pumrové  (původně byt Digi Stránské, Gábiny Pumrové, Matěje Jordána, Oty Puklického a následně Klímových a Marečkových)
  - Obyvatelé: Gabriela Pumrová, Šimon Urban, Jiří Herman
  - Bývalí obyvatelé: Dagmar Stránská, Julie Stránská, Patricie Stránská, Aleš Vašečka, Matěj Jordán, Katarína Benešová, Ota Puklický, Hedvika Gregorová, Václav Gregor, Vítek Klíma, Iva Klímová, Anežka Klímová, Michal Klíma, Kryštof (Mára) Mareček, Karla Marečková, Vojtěch Mareček, Karel Mareček
- Byt Mileny Pumrové a Radka Mastného
  - Obyvatelé: Milena Pumrová, Radek Mastný
  - Bývalí obyvatelé: Gabriela Pumrová
- Dům Luďka Voláka
  - Obyvatelé: Luděk Volák, Vanda Voláková
- Byt Hany Šmýdové
- Klub Coolna
- Kavárna Voilá Café France (původně večerka Nykl, následně také tetovací salon Libuše Nekonečné)
- Krejčovský ateliér Gabri.ella + masérský salón Ivy Klímové (původně kadeřnictví, byt Ingrid Šmídové a šatna, následně kadeřnictví Simony Hložánkové)
- Restaurace a penzion u Jindřicha (lidově „U Henryho“) – restaurace, kuchyně (mezi roky cca 2015 a 2021 pod názvem Květa)
- Gymnázium a základní škola

### Neaktuální scény
Následující scény se v seriálu již nevyskytují.
- Byt Farských – 1+1 (původně Boháčových)
  - Bývalí obyvatelé: Oldřich Farský, Jitka Farská, Monika Farská, Petr Boháč, Anežka Boháčová, Eva Boháčová
- Byt Hejlových – 2+1
- Garsonka Miriam Hejlové (původně Tomáše Jordána)
  - Bývalí obyvatelé: Jirka Hložánek, Ingrid Ševčenko, Vasil Ševčenko, Tomáš Jordán, Hana Petříková, Miriam Hejlová, Ivana Drápalová, Peter Kadlec
- Byt Lucie Volfové
  - Bývalí obyvatelé: Bedřich Liška, Lucie Volfová
- Byt Nyklových – 1+kk
  - Bývalí obyvatelé: Lumír Nykl, Světlana Nyklová.
- Dům světla
  - Bývalí obyvatelé: Zuzana Hrubá
- Dětský domov
  - Bývalí obyvatelé: Mirek Toužimský, Ema Toužimská, František Hrubý
- Ordinace MUDr. Seidla
- Byt Gabriely Pumrové a Hynka Urbana
- Fitness centrum Oldřicha Farského
- Byt Evy Toužimské
- Firma Liška – Hejl nábytek – truhlářství, kancelář
- Byt Luďka Voláka
  - Bývalí obyvatelé: Luděk Volák, Adam Volák, Vanda Veselá

## Seznam postav
| Postava                      | Představitel(ka)                                                                        | Roky účinkování                 | Série účinkování | Poznámka |
| ---------------------------- | --------------------------------------------------------------------------------------- | ------------------------------- | ---------------- | --- |
| Bára Krausová                | Tereza Brodská                                                                          | 2005–2011; 2018; 2024–          | 1–7; 14; 20–     | Bývalá vedoucí firmy Království hraček, matka Terezy Kučerové. Vrátila se do Ulice |
| Marta Jordánová              | Milena Dvorská †                                                                        | 2006–2007                       | 2                | Matka Tomáše Jordána, nyní v důchodu |
| Tomáš Jordán                 | Petr Vacek                                                                              | 2005–2023; 2024–                | 1–18; 20–        | Vědec a učitel místního gymnázia |
| Tereza Kučerová              | Patricie Solaříková                                                                     | 2005–2018; 2024–                | 1–14; 19–        | Učitelka, žila v Rakousku, vrátila se do Ulice |
| David Kučera                 | Matouš Ruml                                                                             | 2010–2018; 2024–                | 7–14; 20–        | Manžel Terezy Kučerové, bývalý ředitel místního gymnázia, žije v Rakousku |
| Vladislava „Vlaďka“ Kučerová | Alena Mihulová                                                                          | 2017–2019                       | 13–14            | Matka Davida Kučery |
| Matěj Jordán                 | Jakub Štáfek                                                                            | 2005–2019, 2024                 | 1–14; 20         | Bývalý student ekologie, nyní majitel e-shopu, odstěhoval se i s Katarínou a jejich synem do Barcelony |
| Katarína Benešová            | Jana Kovalčíková                                                                        | 2019–2020                       | 14–15            | Přítelkyně Matěje Jordána |
| Václav Beneš                 | František Kreuzmann ml.                                                                 | 2019–2020                       | 14–15            | Otec Kataríny Benešová |
| Ľubica Martináková           | Marta Sládečková                                                                        | 2019                            | 15               | Biologická matka Kataríny Benešové |
| Alžběta „Bětka“ Klimešová    | Michaela Tomešová                                                                       | 2015–2017                       | 10–12            | Bývalá přítelkyně Matěje Jordána, v seriálu se již nevyskytuje |
| Linda Jirásková              | Petra Bučková                                                                           | 2024–                           | 20–              | Přítelkyně Tomáše Jordána |
| Pavel Jirásek                | Petr Stach                                                                              | 2025–                           | 20–              | Bratr Lindy Jiráskové, otec Laury, bývalý hasič |
| Laura Jirásková              | Anna Marie Fučíková                                                                     | 2025–                           | 20–              | Dcera Pavla Jiráska |
| Lukáš Chod                   | Jiří Maryško                                                                            | 2025–                           | 20–              | Pracovník v novém Království hraček |
| Václav Tůma                  | Antonín Měkota                                                                          | 2025–                           | 20–              | Pracovník v novém Království hraček |
| Klára Tůmová                 | Klára Sedláčková-Oltová                                                                 | 2025–                           | 20–              | Matka Václava Tůmy |
| Ondřej Kraus                 | Jiří Dvořák                                                                             | 2006–2010                       | 3–6              | Bývalý manžel Báry Jordánové-Krausové |
| Michaela Krausová            | Helena Němcová                                                                          | 2006–2010                       | 3–6              | Dcera Ondřeje Krause |
| Jana Krausová                | Kristýna Stýblová                                                                       | 2006–2010                       | 3–6              | Dcera Ondřeje Krause |
| Anna Lišková                 | Ljuba Krbová                                                                            | 2005–                           | 1–               | Bývalá pracovnice v Království hraček a v pekařství Nyklovi, později pracovnice v dětském domově |
| Bedřich Liška                | Adrian Jastraban                                                                        | 2005–2022                       | 1–17             | Manžel Aničky Liškové, majitel truhlářství Liška & Hejl, v seriálu se již nevyskytuje |
| Dalibor Liška                | Václav Mareš †                                                                          | 2005–2009                       | 1–4              | Otec Bedřicha Lišky |
| František Hrubý              | Matyáš Valenta                                                                          | 2006–2024                       | 2–19             | Syn Zuzany Hrubé a Bedřicha Lišky |
| Skyler van Ruyter            | Sara Sandeva – 2014–2016 Michelle Hansen – 2022–2023                                    | 2014–2016 2022–2023             |                  | Bývalá přítelkyně Františka Hrubého, fotografka |
| Zuzana Hrubá                 | Šárka Ullrichová                                                                        | 2006–2021                       |                  | Biologická matka Františka Hrubého |
| Jindřiška „Jindra“ Pražáková | Bohdana Pavlíková                                                                       | 2016–2018                       |                  | Bývalá partnerka Bedřicha Lišky |
| Eva Knoblochová              | Vanda Hybnerová                                                                         | 2013–                           |                  | Biologická matka Emy, kamarádka Aničky, pracovala jako servírka, manželka Miloše |
| Miloš Knobloch               | Jiří Štrébl                                                                             | 2013–                           |                  | Manžel Evy, pracuje ve stavební firmě |
| Ema Toužimská                | Anna-Marie Valentová                                                                    | 2007–2023                       |                  | Dcera Evy Knoblochové |
| Milošek Knobloch             | Lukáš Masár mladší                                                                      | 2018–                           | 13–              | Syn Evy a Miloše |
| Václav Král †                | Radoslav Brzobohatý †                                                                   | 2005–2008                       | 1–3              | Majitel Království hraček, zemřel na zástavu srdce |
| Marie Králová                | Alena Vránová                                                                           | 2005–2008                       | 1–4              | Manželka Václava Krále, po smrti manžela se v seriálu již nevyskytuje |
| Zdena Čistá                  | Jana Švandová                                                                           | 2005–2008; 2010                 | 1–3; 5           | Sekretářka ve firmě Království hraček, tajně zamilovaná do Václava Krále |
| Petr Boháč                   | Pavel Kříž                                                                              | 2005–2009                       | 1–4              | Inženýr, pracoval v Království hraček, odstěhoval se |
| Eva Boháčová                 | Markéta Tanner                                                                          | 2005–2009                       | 1–4              | Bývalá manželka Petra Boháče a matka Anežky Boháčové |
| Anežka Boháčová              | Nikola Hronová                                                                          | 2005–2009                       | 1–4              | Dcera Petra a Evy Boháčových |
| Alena Suchá                  | Daniela Kolářová                                                                        | 2008                            | 3                | Matka Evy Boháčové, v seriálu se již nevyskytuje |
| Lumír Nykl                   | Václav Svoboda                                                                          | 2005–                           | 1–               | Bývalý starosta, později závozník v pekařství, vdovec po Světlaně Nyklové, nyní místostarosta, přítel Kateřiny Dubovské                                                                                                  |
| Světlana Nyklová †           | Tereza Bebarová                                                                         | 2005–2020                       | 1–15             | Sestra Hrihorije, matka Alexandra Nykla, bývalá starostka městské části Křečovice, zemřela na mozkové aneurysma |
| Alexandr „Lexík“ Nykl        | Václav Motyčka 2015–2020 Filip Hornyak2020–                                             | 2015–2020 2020–                 | 10-              | Syn Lumíra a Světlany |
| Vilma Nyklová-Burdová        | Jaroslava Obermaierová                                                                  | 2005–                           | 1–               | Matka Lumíra, manželka Viléma Burdy |
| Vilém Burda                  | Arnošt Goldflam                                                                         | 2024                            | 19               | Třetí manžel Vilmy Nyklové |
| Stanislav Nykl †             | Bronislav Poloczek †                                                                    | 2005–2006                       | 1                | První manžel Vilmy Nyklové a otec Lumíra, zemřel na infarkt |
| Miloslav Stárek †            | Stanislav Zindulka †                                                                    | 2008–2010                       | 3-6              | Druhý manžel Vilmy Nyklové, manipulativní, tahal za nitky v pozadí, zemřel na infarkt |
| Hrihorij Lisečko †           | Alexandr Minajev                                                                        | 2005–2012                       | 1–8              | Pracovník v Království hraček, později pracoval v hospodě, uhořel při požáru v dílně Bedřicha Lišky |
| Ingrid Ševčenko              | Jana Sováková                                                                           | 2005–2011; 2020–2023            | 1–6; 15–18       | Bývalá majitelka kadeřnictví v Ulici. Dříve žila v Málkově, nyní se přestěhovala zpátky do Prahy a po Novém roce 2023 se vrátila zpátky do Málkova, aby uvolnila místo pro Kateřinu. V seriálu se objevuje příležitostně |
| Šmídová                      | Nina Divíšková †                                                                        | 2005-2021                       | 1-16             | Dobrosrdečná sousedka, opora a tichý svědek Ulice. |
| Vasilij Ševčenko             | Robert Jašków                                                                           | 2009–2011                       | 4–6              | Manžel Ingrid |
| Vendula Pelcová              | Anežka Rusevová                                                                         | 2016–2024                       |                  | |
| Pavel Pelc                   | Jan Řezníček                                                                            | 2017–2023                       |                  | |
| Mário Doubek                 | Jiří Kniha                                                                              | 2017–                           |                  | |
| Alena „Ája“ Holoubková       | Barbora Mudrová                                                                         |                                 |                  | |
| Kateřina Dubovská            | Martina Randová                                                                         | 2022–                           |                  | |
| Martina Dubovská             | Natálie Holíková                                                                        | 2023–                           |                  | |
| Jiří Hložánek                | Ondřej Havel                                                                            |                                 |                  | |
| Mirka Hložánková             | Lucie Trmíková                                                                          |                                 |                  | |
| Antonín Hložánek             | Miroslav Hanuš                                                                          |                                 |                  | |
| Ruda Hložánek                | Václav Kopta                                                                            |                                 |                  | |
| Simona Hložánková            | Pavla Tomicová                                                                          | 2008–2015                       |                  | |
| Josef „Pepan“ Pavlica        | Tomáš Matonoha                                                                          | 2007–2015; 2025                 |                  | |
| Ondřej „Sochor“ Sochůrek     | Juraj Deák                                                                              | 2009; 2025–                     |                  | |
| Markéta Havránková           | Berenika Kohoutová                                                                      | 2014                            |                  | |
| Jitka Farská                 | Ilona Svobodová                                                                         | 2005–                           | 1–               | Manikérka a bývalá vedoucí kadeřnictví, manželka Oldy |
| Oldřich „Olda“ Farský        | Ondřej Pavelka                                                                          | 2005–2016                       | 1–11             | Fitness trenér, manžel Jitky |
| Monika Farská                | Anna Fixová                                                                             | 2005–2016; 2023–2024            | 1–11; 19         | Bývalá barmanka v Coolně, odjela do Tanzanie, do Česka se vrátila na půl roku, nyní se opět vrátila do Tanzanie |
| Ludmila „Lída“ Farská        | Jana Birgusová                                                                          | 2005–2016                       | 1–11             | Fotografka, v seriálu se již nevyskytuje |
| Sylva Mlynářová              | Eva Decastelo                                                                           | 2005–2006                       | 1                | Bývalá milenka Oldy Farského |
| Tamara Elliot                | Markéta Hrubešová                                                                       |                                 |                  | Bývalá přítelkyně Oldy Farského |
| Jakub Farský                 | Richard Zevel                                                                           |                                 |                  | Syn Oldy Farského a Tamary Elliot |
| Vladimír Kukačka             | Pavel Rímský                                                                            | 2008–2010                       | 3–5              | Bývalý přítel Jitky Farské, nyní ve vězení |
| Karel Stránský               | Milan Kňažko                                                                            | 2006–2007                       | 2–3              | Politik a majitel rozhlasové stanice |
| Štěpán Stránský              | Štěpán Benoni                                                                           | 2005–2008                       |                  | |
| Marek Stránský †             | Ondřej Gregor Brzobohatý                                                                | 2007–2008                       | 3–4              | Manžel Digi, právník, zemřel na leukémii |
| Dagmar „Digi“ Stránská       | Michaela Maurerová                                                                      | 2005–2008; 2015–2017; 2025      |                  | Kadeřnice |
| Julie Stránská               | Ida Chloubová                                                                           | 2015–2017                       |                  | |
| Patricie Stránská            | Marie Page                                                                              | 2015–2017                       |                  | |
| Miriam Hejlová               | Hana Maciuchová †                                                                       | 2005–2015                       |                  | Ředitelka gymnázia |
| Cyril Hejl                   | Dušan Jamrich                                                                           |                                 |                  | |
| Jaroslav Hejl                | Martin Hofmann                                                                          | 2005–2022                       |                  | |
| Lenka Hejlová                | Michaela Badinková                                                                      | 2005–2015                       |                  | |
| Mirinka Hejlová              | Adéla Krauseová                                                                         | 2015                            |                  | |
| Ivana Drápalová              | Vilma Cibulková                                                                         | 2024                            |                  | |
| Henry Rettig                 | Daniel Brown                                                                            | 2005–2024                       | 1–20             | |
| Vlastimil „Vlasta“ Pešek     | Rudolf Hrušínský mladší                                                                 | 2005–                           | 1–               | |
| Amálie Pešková               | Dana Syslová                                                                            | 2010–                           | 5–               | |
| Klára Pešková †              | Sabina Králová Hana Ševčíková                                                           | 2005–2012                       | 2–5              | |
| Adriana Pešková              | Dominika Kadlčková (2005–2007) Šárka Krausová (2012–2019; 2025) Sandra Nováková (2025–) | 2005–2007 2012–2019; 2025 2025– | 1–3 8–18; 20 21– | |
| Robert Bláha †               | Vuk Čelebić                                                                             | 2017–2018                       |                  | |
| Libor Seidl                  | Martin Pechlát                                                                          | 2010–2015                       | 5–10             | |
| Marta Seidlová               | Petra Jungmanová                                                                        |                                 |                  | |
| Mikuláš „Miki“ Seidl         | Václav Matějovský                                                                       |                                 |                  | |
| Libuše Nekonečná             | Zuzana Vejvodová                                                                        | 2008–20??                       |                  | |
| Boris Nekonečný              | Vladislav Rousek                                                                        |                                 |                  | |
| Eliáš Neumann                | Martin Myšička                                                                          |                                 |                  | |
| Kateřina Nekonečná           | Lenka Dolanská Vlasáková                                                                |                                 |                  | |
| Boris Nekonečný st.          | Andrej Hryc                                                                             | 2008–20??                       |                  | |
| Theodora Nekonečná           | Kristýna Ryška                                                                          |                                 |                  | |
| Max Nekonečný                | Filip Richtermoc                                                                        |                                 |                  | |
| Kryštof Mareček              | Kryštof Rímský                                                                          | 2007–                           |                  | |
| Karla Marečková              | Markéta Stehlíková                                                                      | 2017–                           |                  | |
| Vojtěch Mareček              | Felix Šrámek                                                                            |                                 |                  | |
| Věra Marečková               | Milena Steinmasslová                                                                    |                                 |                  | |
| Luboš Mareček                | Rostislav Novák starší                                                                  |                                 |                  | |
| Bruno Taubr                  | Jaroslav Blažek                                                                         | 2017–2024                       |                  | |
| Alžběta Mochová              | Dana Batulková                                                                          | 2025–                           |                  | |
| Žaneta Kolářová              | Mária Ševčíková                                                                         | 2025–                           |                  | |
| Leontýna Kolářová            | Beáta Morozová                                                                          | 2025–                           |                  | |
| Antonín „Tony“ Benda         | Ondřej Volejník                                                                         | 2008–                           |                  | |
| Dominika Bendová             | Barbora Vyskočilová                                                                     |                                 |                  | |
| Martin Maléř                 | Tomáš Dastlík                                                                           | 2015–2019                       | 10–13            | |
| Veronika Maléřová            | Hana Holišová                                                                           | 2015–                           |                  | |
| Filip Maléř                  | Marek Salvet                                                                            |                                 |                  | |
| Rozina Maléřová              | Anna Kadeřávková                                                                        |                                 |                  | |
| Josef Kolář                  | Ivan Vyskočil                                                                           |                                 |                  | |
| Gabriela Hermanová           | Aneta Krejčíková                                                                        |                                 |                  | |
| Jiří Herman ml.              | Jan Holík                                                                               | 2013–                           |                  | |
| Jiří Herman                  | Marek Vašut                                                                             | 2023–2024                       |                  | |
| Šimon Urban                  | Jakub Krause                                                                            | 2010–                           | 5–               | |
| Hynek Urban                  | Roman Vojtek                                                                            |                                 |                  | |
| Dagmar Urbanová              | Kateřina Janečková                                                                      | 2022–2023                       | 18–19            | Manželka Hynka Urbana |
| Miluše Urbanová              | Jana Galinová                                                                           |                                 |                  | Drbna, matka Hynka Urbana |
| Valerie Matoušková           | Jindřiška Koryntová                                                                     | 2022–                           | 18–              | |
| Milena Pumrová               | Alena Štréblová                                                                         | 2019–                           | 13–              | |
| Radek Mastný                 | Pavel Novotný                                                                           | 2010–                           | 5–               | |
| Denisa Mastná                | Stanislava Jachnická                                                                    |                                 |                  | |
| Petra „Peťka“ Beranová       | Kristýna Leichtová                                                                      | 2025–                           | 20–              | |
| Evžen Šmýd                   | Martin Finger                                                                           | 2015–                           | 10–              | |
| Blanka Vránová               | Linda Rybová                                                                            | 2018–                           | 13–              | |
| Kristýna Voláková            | Sára Korbelová                                                                          | 2018–                           | 13–              | |
| Adam Volák                   | Vojtěch Machuta                                                                         | 2018–                           | 13–              | |
| Jaroslava „Jarka“ Podolská   | Natalie Golovchenko                                                                     | 2022–                           | 17–              | |
| Marie Vránová                | Jitka Smutná                                                                            | 2018–                           | 13–              | |
| Jolana Berková               | Miluše Šplechtová                                                                       | 2019–                           | 13–              | |
| Luděk Volák                  | Vasil Fridrich                                                                          | 2019–                           | 13–              | Zubař od 2020 |
| Vanda Voláková               | Kristýna Hrušínská                                                                      | 2021–                           | 16–              | |
| Vlasta Hanušková             | Ivana Andrlová                                                                          | 2024–                           | 20–              | |
| Pavlína Strouhová            | Zuzana Páleníková                                                                       | 2024–                           | 20–              | |
| Igor Šplíchal                | Saša Rašilov mladší                                                                     | 2024–                           | 20–              | |
| Zdena Procházková †          | Yvetta Blanarovičová                                                                    |                                 |                  | |
| Magdalena Procházková        | Veronika Čermák Macková                                                                 |                                 |                  | |
| Prokop Junek                 | Ondřej Studénka                                                                         |                                 |                  | |
| Božena Puklická              | Lucie Juřičková                                                                         | 2010–                           |                  | |
| Mojmír Kalina                | Pavel Nový                                                                              | 2010–                           |                  | |
| Oto Puklický                 | Filip Rajmont                                                                           | 2010–                           |                  | |
| Hedvika Puklická             | Lenka Zahradnická                                                                       |                                 |                  | |
| Václav Gregor                | Antonio Šoposki                                                                         |                                 |                  | |
| Eduard „Eddie“ Rambousek     | Jiří Panzner                                                                            |                                 |                  | |
| Pavla Rambousková            | Petra Hřebíčková                                                                        |                                 |                  | |
| Irena Landová                | Kateřina Holánová                                                                       |                                 |                  | |
| Soňa Čechová                 | Lucie Vondráčková                                                                       | 2023–                           |                  | |
| Erik Čech                    | Adam Seidl                                                                              | 2023–                           |                  | |
| Jana Rytířová                | Sára Donutilová                                                                         |                                 |                  | |
| Diana Rytířová               | Barbora Seidlová                                                                        |                                 |                  | |
| Vladimír Pečenka             | Karol Csino                                                                             |                                 |                  | |
| Vítězslav Klíma              | Filip Čapka                                                                             |                                 |                  | |
| Iva Klímová                  | Hana Baroňová                                                                           |                                 |                  | |
| Michal Klíma                 | Karel Klement                                                                           |                                 |                  | |
| Anežka Klímová               | Karolína Lipowská                                                                       |                                 |                  | |
| Barbora Klímová              | Eliška Hanušová Bašusová                                                                |                                 |                  | |
| Žofie Dušková                | Kateřina Ujfaluši                                                                       |                                 |                  | |
| Bohunka Dušková              | Marcela Rojíčková                                                                       |                                 |                  | |
| Robert Dušek                 |                                                                                         |                                 |                  | |
| Julie Papežová               | Jitka Schneiderová                                                                      | 2022–2023                       | 18               | |
| Arnošt Spáčil                | Dušan Sitek                                                                             |                                 |                  | Kamarád Luboše Marečka |
| Richard Zajíček              | Tomáš Valík †                                                                           |                                 |                  | |
| Vojtěch Kalich               | Petr Buchta                                                                             |                                 |                  | |
| Romana Havlíčková            | Máša Málková                                                                            |                                 |                  | |
| Pavel Tesařík                | Petr Vršek                                                                              |                                 |                  | |
| Pavel Miller                 | Jan Teplý mladší                                                                        |                                 |                  | Bývalý přítel Světlany Nyklové |
| Hana Petříková               | Lucie Pernetová                                                                         |                                 |                  | Bývalá přítelkyně Tomáše Jordána a učitelka místního gymnázia |
| Viktorie Horáková            | Sabina Rojková                                                                          |                                 |                  | Bývalá studentka místního gymnázia |
| Ben Vojtíšek                 | Jakub Prachař                                                                           | 2006–2008                       |                  | Bývalý majitel baru Coolna |
| Vojtěch Bařinka              | Bořivoj Navrátil                                                                        | 2007–2010                       |                  | Kapitán Bařinka |
| Kamil Bařinka                | Václav Rašilov                                                                          |                                 |                  | Syn kapitána Bařinky, policista |
| Martin Matouš                | Vojtěch Záveský                                                                         |                                 |                  | |
| Lucie Wolfová                | Lucie Benešová                                                                          |                                 |                  | Bývalá přítelkyně Bedřicha Lišky |
| Růžena Habartová             | Zdena Hadrbolcová                                                                       |                                 |                  | Bývalá pracovnice v Království hraček, později v pekařství |
| Peter Kadlec                 | Emil Horváth                                                                            |                                 |                  | Přítel Miriam Hejlové |
| Květa Vavrušková             | Naděžda Chroboková                                                                      |                                 |                  | Bývalá majitelka penzionu KVĚTA a hospody U Jindřicha |
| Věra Hádková                 | Jana Krausová                                                                           |                                 |                  | Bývalá ředitelka místního gymnázia |
| Elen Mrázová                 | Eva Elsnerová                                                                           |                                 |                  | Právnička |
| Michal Šnajdr                | Petr Falc                                                                               |                                 |                  | Bývalý majitel kadeřnictví v Ulici |
| Marek Ryba                   | Aleš Háma                                                                               |                                 |                  | Farář |
| Alžběta „Bety“ Křístková     | Jana Bernášková                                                                         | 2005–2007; 2025                 | 1–3; 20          | Kadeřnice, manželka Ondřeje Křístka |
| Jan Křístek                  | Michal Zelenka                                                                          | 2005–2007                       | 2–3              | Manžel Betty Křístkové, zemřel po nehodě na motorce |
| Alice Hnátková               | Eva Hacurová                                                                            |                                 |                  | Bývalá přítelkyně Bedřicha Lišky |

- Příbuzná díla

### Knihy
- Můj život s Králem / Zdena Čistá. – V Praze : XYZ, 2006. – 236 s.
- Recepty z Ulice. – V Praze: XYZ, 2007. – 119s.
- Ulice : Průvodce seriálem. – V Praze : Nakladatelství Brána, 2013. – 272 s.[1]
- ULICE vaří s vámi – V Praze: Nakladatelství Fragment, 2014. – 112 s.[22]
- My z Ulice – V Praze: Nakladatelství Euromedia Group, 2020. – 200 s.

### Filmy
- 2006 – Ulice: 215. díl (pilotní film druhé sezóny seriálu)
- 2007 – Ulice: Zlatá muška
- 2008 – Ulice: Velká trojka
- 2018 – Ulice: Vánoční speciál
- 2020 – Ulice: Ulice v karanténě (1. díl – Láska s překážkami)
- 2020 – Ulice: Ulice v karanténě (2. díl – Jsme v tom spolu)
- 2021 – Ulice: Kam nosí dárky Ježíšek
- 2022 – Ulice: Jak usmířit Kašperáčky
- 2023 – Ulice: Vánoce s překvapením
- 2024 – Ulice: Klub osamělých srdcí